# 2019-es északisí-világbajnokság
A 42. északisí-világbajnokságot az ausztriai Seefeldben rendezték meg 2019. február 20. és március 3. között. A helyszín második alkalommal adott otthont az eseménynek.

## Eredmények
Összesen 22 versenyszámot rendeztek. A feltüntetett időpontok helyi idő szerint értendőek.

### Sífutás

#### Férfiak
| Versenyszám                                | Arany                                                                                  | Arany     | Ezüst                                                                                        | Ezüst     | Bronz                                                                                     | Bronz     |
| ------------------------------------------ | -------------------------------------------------------------------------------------- | --------- | -------------------------------------------------------------------------------------------- | --------- | ----------------------------------------------------------------------------------------- | --------- |
| 15 km klasszikus stílus február 27., 14:00 | Martin Johnsrud Sundby · Norvégia                                                      | 38:22.6   | Alexander Bessmertnykh · Oroszország                                                         | 38:25.5   | Iivo Niskanen · Finnország                                                                | 38:43.0   |
| 30 km üldözőverseny február 23., 12:30     | Sjur Røthe · Norvégia                                                                  | 1:10:21.8 | Alekszandr Bolsunov · Oroszország                                                            | 1:10:21.9 | Martin Johnsrud Sundby · Norvégia                                                         | 1:10:22.5 |
| 50 km szabad stílus március 3., 15:30      | Hans Christer Holund · Norvégia                                                        | 1:49:59.3 | Alekszandr Bolsunov · Oroszország                                                            | 1:50:27.1 | Sjur Røthe · Norvégia                                                                     | 1:50:57.1 |
| 4 × 10 km-es váltó március 1., 13:15       | Norvégia · Emil Iversen · Martin Johnsrud Sundby · Sjur Røthe · Johannes Høsflot Klæbo | 1:42:32.1 | Oroszország · Andrey Larkov · Alexander Bessmertnykh · Alekszandr Bolsunov · Sergey Ustiugov | 1:43:10.9 | Franciaország · Adrien Backscheider · Maurice Manificat · Clément Parisse · Richard Jouve | 1:43:33.1 |
| Egyéni sprint február 21., 14:30           | Johannes Høsflot Klæbo · Norvégia                                                      | 3:21.17   | Federico Pellegrino · Olaszország                                                            | 3:21.40   | Gleb Retivih · Oroszország                                                                | 3:22.54   |
| Csapatsprint február 24., 09:15            | Norvégia · Emil Iversen · Johannes Høsflot Klæbo                                       | 18:49.86  | Oroszország · Gleb Retivih · Alekszandr Bolsunov                                             | 18:51.74  | Olaszország · Francesco De Fabiani · Federico Pellegrino                                  | 18:53.89  |

#### Nők
| Versenyszám                                | Arany                                                                          | Arany     | Ezüst                                                                                          | Ezüst     | Bronz                                                                                        | Bronz     |
| ------------------------------------------ | ------------------------------------------------------------------------------ | --------- | ---------------------------------------------------------------------------------------------- | --------- | -------------------------------------------------------------------------------------------- | --------- |
| 10 km klasszikus stílus február 26., 15:00 | Therese Johaug · Norvégia                                                      | 27:02.1   | Frida Karlsson · Svédország                                                                    | 27:14.3   | Ingvild Flugstad Østberg · Norvégia                                                          | 27:37.7   |
| 15 km üldözőverseny február 23., 11:00     | Therese Johaug · Norvégia                                                      | 36:54.5   | Ingvild Flugstad Østberg · Norvégia                                                            | 37:52.1   | Natalja Nyeprjajeva · Oroszország                                                            | 37:53.2   |
| 30 km szabad stílus március 2., 12:15      | Therese Johaug · Norvégia                                                      | 1:14:26.2 | Ingvild Flugstad Østberg · Norvégia                                                            | 1:15:03.0 | Frida Karlsson · Svédország                                                                  | 1:15:10.2 |
| 4 × 5 km-es váltó február 28., 13:00       | Svédország · Ebba Andersson · Frida Karlsson · Charlotte Kalla · Stina Nilsson | 55:21.0   | Norvégia · Heidi Weng · Ingvild Flugstad Østberg · Astrid Uhrenholdt Jacobsen · Therese Johaug | 55:24.1   | Oroszország · Yuliya Belorukova · Anastasia Sedova · Anna Nechaevskaya · Natalja Nyeprjajeva | 57:24.8   |
| Egyéni sprint február 21., 14:30           | Maiken Caspersen Falla · Norvégia                                              | 2:32.35   | Stina Nilsson · Svédország                                                                     | 2:34.01   | Mari Eide · Norvégia                                                                         | 2:35.19   |
| Csapatsprint február 24., 09:15            | Svédország · Stina Nilsson · Maja Dahlqvist                                    | 15:14.93  | Szlovénia · Katja Višnar · Anamarija Lampič                                                    | 15:15.30  | Norvégia · Ingvild Flugstad Østberg · Maiken Caspersen Falla                                 | 15:15.53  |

### Síugrás

#### Férfiak
| Versenyszám                                | Arany                                                                             | Arany | Ezüst                                                                         | Ezüst | Bronz                                                                  | Bronz |
| ------------------------------------------ | --------------------------------------------------------------------------------- | ----- | ----------------------------------------------------------------------------- | ----- | ---------------------------------------------------------------------- | ----- |
| Normálsánc március 1., 16:00               | Dawid Kubacki · Lengyelország                                                     | 218.3 | Kamil Stoch · Lengyelország                                                   | 215.5 | Stefan Kraft · Ausztria                                                | 214.8 |
| Nagysánc február 23., 14:30                | Markus Eisenbichler · Németország                                                 | 279.4 | Karl Geiger · Németország                                                     | 267.3 | Killian Peier · Svájc                                                  | 266.1 |
| Csapatverseny, nagysánc február 24., 14:45 | Németország · Karl Geiger · Richard Freitag · Stephan Leyhe · Markus Eisenbichler | 987.5 | Ausztria · Philipp Aschenwald · Michael Hayböck · Daniel Huber · Stefan Kraft | 930.9 | Japán · Szató Jukija · Itó Daiki · Kobajasi Dzsunsiró · Kobajasi Rjójú | 920.2 |

#### Nők
| Versenyszám                                  | Arany                                                                            | Arany | Ezüst                                                                                         | Ezüst | Bronz                                                                                | Bronz |
| -------------------------------------------- | -------------------------------------------------------------------------------- | ----- | --------------------------------------------------------------------------------------------- | ----- | ------------------------------------------------------------------------------------ | ----- |
| Csapatverseny, normálsánc február 26., 16:15 | Németország · Juliane Seyfarth · Ramona Straub · Carina Vogt · Katharina Althaus | 898.9 | Ausztria · Eva Pinkelnig · Jacqueline Seifriedsberger · Chiara Hölzl · Daniela Iraschko-Stolz | 880.3 | Norvégia · Anna Odine Strøm · Ingebjørg Saglien Bråten · Silje Opseth · Maren Lundby | 876.9 |
| Normálsánc február 27., 16:15                | Maren Lundby · Norvégia                                                          | 259.6 | Katharina Althaus · Németország                                                               | 259.1 | Daniela Iraschko-Stolz · Ausztria                                                    | 247.6 |

#### Vegyes
| Versenyszám                                 | Arany                                                                                  | Arany  | Ezüst                                                                                 | Ezüst | Bronz                                                                            | Bronz |
| ------------------------------------------- | -------------------------------------------------------------------------------------- | ------ | ------------------------------------------------------------------------------------- | ----- | -------------------------------------------------------------------------------- | ----- |
| Csapatverseny, normálsánc március 2., 16:00 | Németország · Katharina Althaus · Markus Eisenbichler · Juliane Seyfarth · Karl Geiger | 1012.2 | Ausztria · Eva Pinkelnig · Philipp Aschenwald · Daniela Iraschko-Stolz · Stefan Kraft | 989.9 | Norvégia · Anna Odine Strøm · Robert Johansson · Maren Lundby · Andreas Stjernen | 938.4 |

### Északi összetett
| Versenyszám                                                   | Arany                                                                         | Arany   | Ezüst                                                                         | Ezüst   | Bronz                                                                        | Bronz   |
| ------------------------------------------------------------- | ----------------------------------------------------------------------------- | ------- | ----------------------------------------------------------------------------- | ------- | ---------------------------------------------------------------------------- | ------- |
| Normálsánc + 10 km február 28., 11:00, 15:15                  | Jarl Magnus Riiber · Norvégia                                                 | 25:01.3 | Bernhard Gruber · Ausztria                                                    | 25:02.7 | Watabe Akito · Japán                                                         | 25:05.9 |
| Nagysánc + 10 km február 22., 10:30, 16:15                    | Eric Frenzel · Németország                                                    | 23:43.0 | Jan Schmid · Norvégia                                                         | 23:47.3 | Franz-Josef Rehrl · Ausztria                                                 | 23:51.7 |
| Csapatverseny, normálsánc + 4 × 5 km március 2., 11:00, 14:45 | Norvégia · Espen Bjørnstad · Jan Schmid · Jørgen Graabak · Jarl Magnus Riiber | 50:15.5 | Németország · Johannes Rydzek · Eric Frenzel · Fabian Rießle · Vinzenz Geiger | 50:16.5 | Ausztria · Bernhard Gruber · Mario Seidl · Franz-Josef Rehrl · Lukas Klapfer | 50:20.5 |
| Csapatsprint, nagysánc + 2 × 7,5 km február 24., 10:30, 13:30 | Németország · Eric Frenzel · Fabian Rießle                                    | 28:29.5 | Norvégia · Jan Schmid · Jarl Magnus Riiber                                    | 28:37.7 | Ausztria · Franz-Josef Rehrl · Bernhard Gruber                               | 28:38.7 |

## Éremtáblázat
| Helyezés | Ország        | Arany | Ezüst | Bronz | Összesen |
| -------- | ------------- | ----- | ----- | ----- | -------- |
| 1.       | Norvégia      | 13    | 5     | 7     | 25       |
| 2.       | Németország   | 6     | 3     | 0     | 9        |
| 3.       | Svédország    | 2     | 2     | 1     | 5        |
| 4.       | Lengyelország | 1     | 1     | 0     | 2        |
| 5.       | Oroszország   | 0     | 5     | 3     | 8        |
| 6.       | Ausztria      | 0     | 4     | 5     | 9        |
| 7.       | Olaszország   | 0     | 1     | 1     | 2        |
| 8.       | Szlovénia     | 0     | 1     | 0     | 1        |
| 9.       | Japán         | 0     | 0     | 2     | 2        |
| 10.      | Svájc         | 0     | 0     | 1     | 1        |
| 10.      | Finnország    | 0     | 0     | 1     | 1        |
| 10.      | Franciaország | 0     | 0     | 1     | 1        |
| Összesen | Összesen      | 22    | 22    | 22    | 66       |